# Чурмантеевы
Чурмантеевы — древний дворянский род, ведущий начало от татарского мурзы Ардалея Васильевича Чурмантеева.
Род записан в VI часть родословной книги Тамбовской губернии.
Князь Чурмантеев являлся комендантом Шлиссельбургской крепости во время заключения Ивана VI Елизаветаой Петровной. Инструкция, данная графом А. И. Шуваловым новому главному приставу Иоанна VI Антоновича князю Чурмантееву, предписывала: «Если арестант станет чинить какие непорядки или вам противности или же что станет говорить непристойное, то сажать тогда на цепь, доколе он усмирится, а буде и того не послушает, то бить по вашему рассмотрению палкою или плетью».